# Jeredy Hilterman
Cet article possède un paronyme, voir Hiltermann.
Jeredy Hilterman, né le 20 juin 1998, est un footballeur professionnel qui joue comme attaquant pour le club allemand de 3. Liga Arminia Bielefeld. Né aux Pays-Bas, il joue pour l'équipe nationale du Suriname.

## Carrière en club
Le 8 juillet 2021, il signe un contrat de deux ans avec le FC Emmen.
Le 31 janvier 2022, Hilterman rejoint le NAC Breda jusqu'à l'été 2024. Après six mois, il rejoint Almere City pour un contrat de deux ans avec une option pour une année supplémentaire, signant l'accord le 12 juillet 2022.
Le 24 août 2023, Hilterman a été prêté à Willem II.
Le 2 juillet 2024, Hilterman a signé avec l'Arminia Bielefeld en 3. Liga allemande.

## Carrière internationale
Hilterman fait ses débuts avec l'équipe nationale du Suriname lors d'une défaite amicale 1-0 contre la Thaïlande le 27 mars 2022.